# Fluorid kalifornitý
Fluorid kalifornitý je anorganická sloučenina s chemickým vzorcem CfF3.

## Vlastnosti
Fluorid kalifornitý je žlutozelená pevná látka se dvěma krystalovými strukturami, závislými na teplotě. Při nízkých teplotách je krystalová struktura ortorombická (typu fluoridu yttritého) s mřížkovými konstantami a = 665,3(3) pm, b = 703,9(1) pm a c = 439,3(3) pm. Při vyšších teplotách tvoří trigonální soustavu s mřížkovými konstantami: a = 694,5(3) pm a c = 710,1(2) pm. Každý atom kalifornia je v ní obklopen devíti atomy fluoru, koordinační okolí má tvar trigonálního prizmatu doplněného o tři vrcholy.